# مكملات مضادة للشيخوخة
المكملات المضادة للشيخوخة هي مجموعة من المنتجات التي غالباً تشمل على مكملات بودرة، كريمات البشرة، فيتامينات، وأقنعة للوجه. والتي صممت من أجل خفض أو تقليل أثار التقدم في السن. تسعى العديد من المنتجات إلى إخفاء أثار التقدم في السن بينما يدّعي البعض الأخر أنها تُغّير موازين الجسم الكيميائية لإبطاء الأثار الفيزيائية للشيخوخة. تم التحقيق من صلاحية نظام تدريج شامل لمكافحة الشيخوخة ويصنف شيخوخة الجلد مثل: الرخاوة (الترهل)، الخطوط (التجاعيد)، وفئات عديدة من التشيخ الضوئي، تتضمن الحمامى (احمرار)، خلل في التصبغ (بقع بنية)، تنكس النسيج المرن السفعي(اصفرار)، التَقَرّن (نمو غير اعتيادي)، وضعف النسيج. 
على الرغم من الطلب الكبير، العديد من هذه المنتجات والعلاجات لم يثبت بأنها تدوم أو تعطي أثار إيجابية أساسية.
وجدت إحدى الدراسات أنه أفضل الكريمات أداءًا قللت التجاعيد بنسبة أقل من 10% على مدار 12 أسبوع والذي لا يمكن ملاحظته بالعين البشرية. وجدت دراسة أخرى أن المرطبات الرخيصة كانت ذات فعالية مشابهة للكريمات مضادة التجاعيد الغالية.   
على الرغم من الطلب الكبير، لم يثبت أن العديد من هذه المنتجات والعلاجات تعطي آثارًا إيجابية دائمة أو كبيرة. وجدت إحدى الدراسات أن الكريمات الأفضل أداء تقلل من التجاعيد بنسبة تقل عن 10٪ على مدى 12 أسبوعًا، وهو أمر غير ملحوظ للعين البشرية. وجدت دراسة أخرى أن المرطبات الرخيصة كانت فعالة مثل الكريمات المضادة للتجاعيد. 
على نحو تقليدي، الكريمات المضادة للشيخوخة تم تسويقها للنساء، لكن المنتجات التي تستهدف الرجال خاصةً أصبحت شائعة بشكل متزايد. 

## شكوك
الإيمان بفوائد الكريمات المضادة للشيخوخة، جنباً إلى جنب مع استخدامها، يجب أن تتوافق مع الشكوك. تقريباً كل علامة تجارية ونوع يوصل معلومات حول المنتج الذي «اختبر عالمياً» أو «أُثبت علمياً» ومع ذلك، نتائج هذه الدراسات نادراً ما تكون متاحة للمستهلكين. هذا يقترح أن شرعية هذه الدراسات والنتائج اللاحقة مثيرة للجدل. 
الشيخوخة هي عملية طبيعية مصحوبة بتغيرات فيزيائية، كيميائية، وحيوية في الجسم.هذه التغيرات تتضمن تجعد بشرة الوجه والجسم وهذه العملية هي شائعة لجميع الكائنات البشرية. ومن السهل أن تصدق أن الكريم يمكن أن يمنع و/أو يقلل من عملية شيخوخة البشرة كلٌ لوحده لا يتلائم مع كيفية عمل العالم فعلياً. إذا هذه المشكلة لديها كهذا الحل البسيط، الأفراد (من ضمنهم أجدادنا) على الأجح لديهم بشرة مثالية تخلو من المشاكل المرتبطة بالعمر. بالمثل، إذا كان الحل لمكافحة الشيخوخة من السهل لنا الحصول عليه، لما كان هناك الحاجة لمئات أو الاف من المنتجات في السوق التجارية التي تقدم إدعاءات مماثلة بعد أن تصدر منتجات بمكونات مختلفة. 
نظرياً، توعدت مستحضرات التجميل بأن تعدل أو «تحفز» الأداء، ومع ذلك فهي لا تغُّير أي تفاعلات خلوية أو كيميائية حيوية أو عمليات في البشرة. ثانياً، هذه المنتجات والكيميائيات غير منظمة من قبل أي هيئة إدارية، هكذا تسسمح لمكونات مُحتمل أن تكون خطرة أو ضارة بأن يتم إضافتها مع وعود بالنتائج. قبل القبول بشكل أعمى أن مواد كيميائية معينة تسبب نتائج بمكافحة الشيخوخة، فأنه من الضروري القيام بالبحث لتحديد مدى الأمان لهذه المنتجات.   

## منتجات
المنتجات التي يتم تسويقها كمضادات الشيخوخة تشمل الكريمات المضادة للشيخوخة. 